# Ставницер, Алексей Михайлович
Алексей Михайлович Ставницер (3 сентября 1942 — 27 февраля 2011, Киев) — украинский предприниматель, основатель и бывший владелец компании «Трансинвестсервис», которая владеет терминалами в порту Южном, Одесса, Украина.

## Биография
По профессии — альпинист. Работал на турбазе «Терскол» министерства обороны СССР, организовывал массовые армейские альпиниады на Эльбрус, являлся начальником учебной части в альплагере «Шхельда». Создал учебно-методический центр «Эльбрус», в котором велась подготовка инструкторов, альпинистов, промальпинистов, спецподразделений, пограничников и т. д.
В 1990-е годы — основатель и владелец компании «Эверест», владеющей продовольственным супермаркетами «Троицкий» и «Эверест», магазином спиртных напитков «Напитки Ришельё», оружейным магазином «Гралан».
В 1994 году вместе с О. Д. Кутателадзе основал компанию «Трансинвестсервис», которая в настоящее время является крупнейшим частным портом Украины. Порт имеет 6 причалов общей длиной 2 километра. Общий размер инвестиций — 370 миллионов долларов, объём перевалки грузов в 2011 году — 17,2 миллионов тонн. По результатам 2011 года ТИС находится на третьем месте среди всех портов Украины и на первом — по сухим грузам; и на седьмом месте в Чёрном море.
Также владел угольным, рудным и контейнерным терминалами.
Умер 27 февраля 2011.. Похоронен на Втором Христианском кладбище Одессы.

## Семья
Сыновья:
- Егор Гребенников (род. 1972) — предприниматель, совладелец ТИС.
- Андрей Ставницер (род. 1982) — предприниматель, совладелец ТИС.

## Награды
Алексей Ставницер в 2008 и 2009 годах был признан «Национальным Морским рейтингом Украины» человеком года на транспорте.